# Volkswagen e-Bora
Volkswagen e-Bora (укр. Вольксваген е-Бора) — електрична версія культового седану компактного класу Volkswagen Bora четвертого покоління, що продається концерном Volkswagen з 2019 року. Цей електромобіль розроблено спеціально для внутрішнього ринку Китаю. Проте з 2020 року електромобіль набув неабиякої популярності та почав масово експортуватись по всьому світу, зокрема і на ринок України. Седан e-Bora безумовно стильний, зручний та безпечний. За екологічність відповідає батарея от CATL місткістю 40 кВт·год. Вона забезпечує запас ходу у 270 км, а потужний двигун дозволяє набирати максимальну швидкість в 150 км/год.

## Дизайн

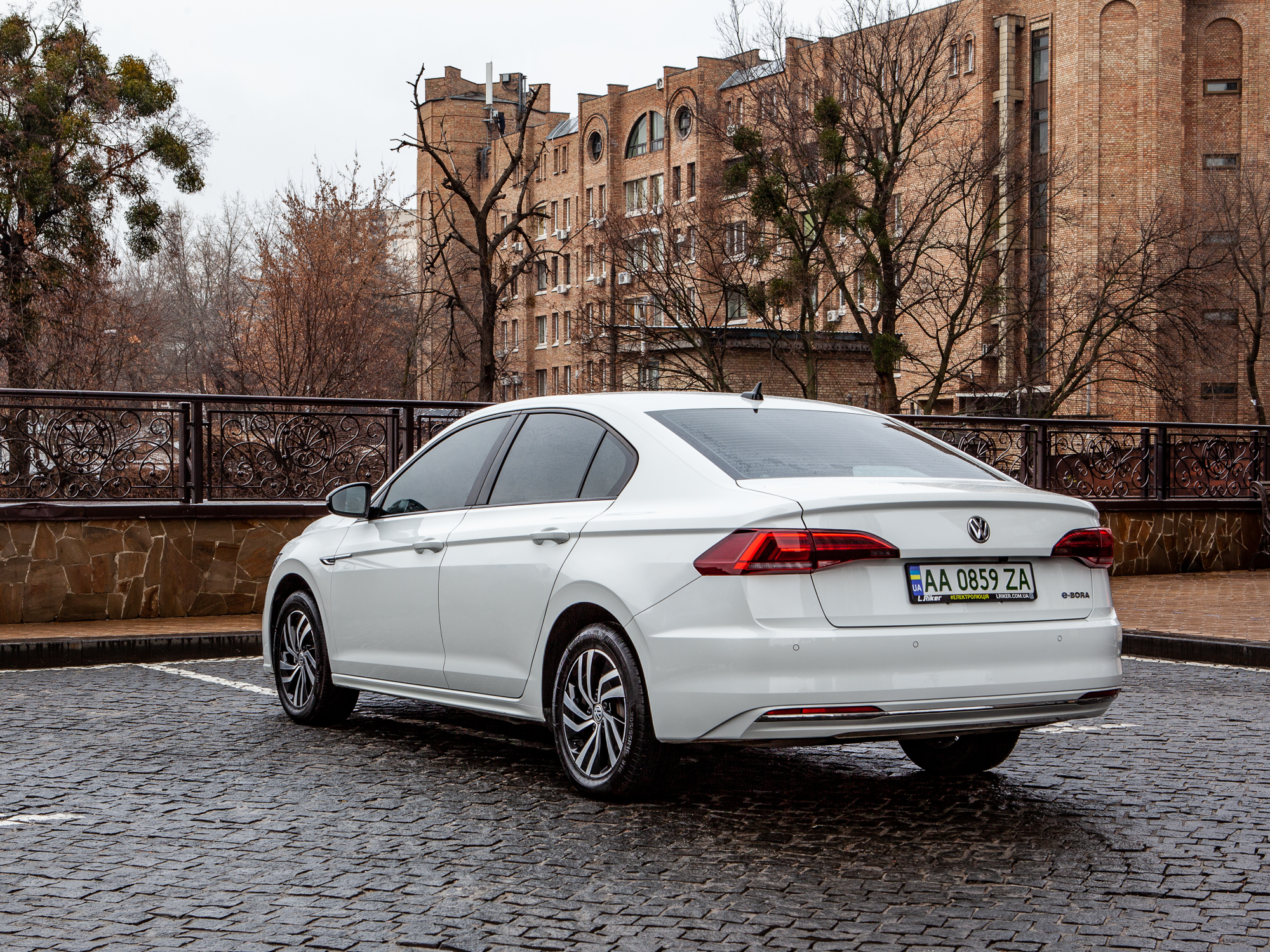
Volkswagen e-Bora

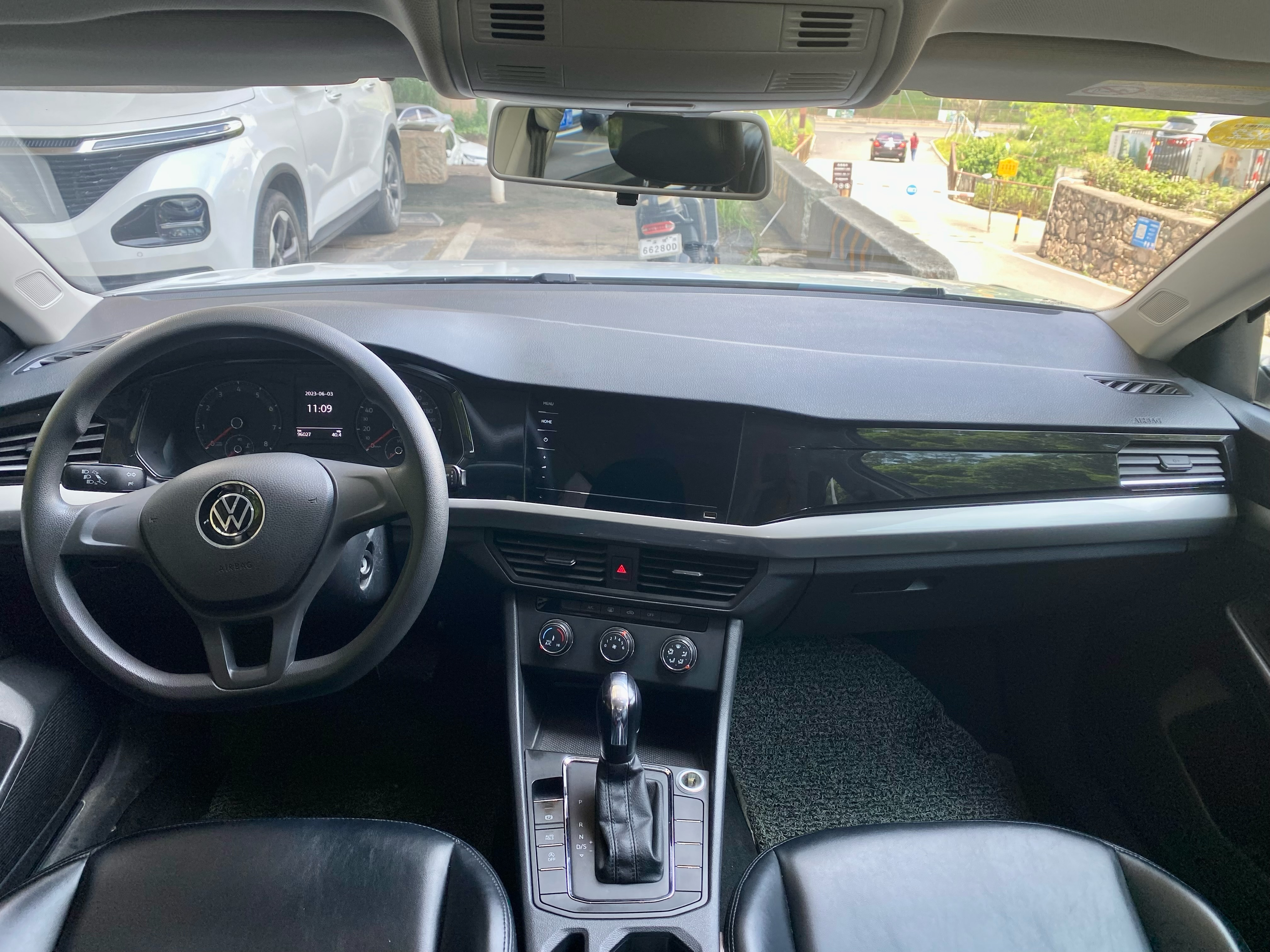

Зовнішньо Volkswagen e-Bora дотримується всіх стандартів дизайну бренду. Електрична лінійка випускається в кузові класичної Bora, саме тому стриманий дизайн та лаконічні форми роблять його ще більш бажаним. Широка решітка радіатора з логотипом e-Bora, нові протитуманні світлодіодні смуги С-подібної форми, унікальні диски, що знижують супротив та збільшують запас ходу, все разом приносить неймовірну насолоду від керування. Особливий стиль електрокара підкреслить вашу індивідуальність та статусність.
Електрокар вміє долати перешкоди! Просунута LED-оптика вкаже шлях навіть в умовах повної темряви, а сучасні системи ABS, ESP, ASR витягнуть з самих небажаних погодних умов

## Технології[2]
Автомобіль комплектується електродвигуном потужністю 136 к.с. (100 кВт), що забезпечує крутний момент 290 Нм. Це ідеальний варіант для життя у великому місті! Двигун має три режими руху, а також 5-рівневу систему рекуперації енергії. Ексклюзивні диски VW e-Bora та шини з низьким опором значно знижують опір потоку повітря, збільшують запас ходу і приносять задоволення від водіння.
8-дюймовий сенсорний екран дає змогу контролювати кожний елемент e-Bora. Уся інформація про стан авто доступна 2—3 дотиками на панелі.
Опції CarPlay та вбудований Bluetooth надають змогу зручно керувати телефоном. Крім того, електрокар може похизуватись 6 аудіодинаміками, заднім парктроніком, електричним гальмом із функцією AutoHold, двозонним клімат-контролем та ще багато чим цікавим.

## Комфорт та безпека
Volkswagen e-Bora створений для міського руху, але відмінно почуває себе і за містом. Економний двигун і м'яка підвіска, просторий салон і зручний екран з повним набором опцій забезпечують комфорт та надійність за кермом.
Модель також відповідає всім міжнародним нормам безпеки та перевірена серіями crush-тестів. 8 подушок безпеки, система кріплень Isofix завжди на твоєму захисті!